# Guy Bollen
Pour les articles homonymes, voir Bollen.
Guy Bollen, né le 14 avril 1938 à Comblain-la-Tour (province de Liège), est un illustrateur et auteur de bande dessinée belge.

## Biographie
Guy Bollen naît le 14 avril 1938 à Comblain-la-Tour,, un village de Hamoir.
Il fait ses études secondaires au Collège Saint-Barthélemy de Liège. Puis, il se forme artistiquement à l'Académie royale des beaux-arts de Liège dont il en sort en 1959, couronné du prix Watteau, du prix Marie et du prix de la Médaille d’argent du Gouvernement,.
Son ami d'Arthur Piroton, le présente à Maurice Rosy qui le fait entrer à temps plein chez Dupuis en 1961 où il va, à côté de diverses illustrations et affiches dans le journal Spirou, participer au Cirque Spirou avec Jamic dès 1963.
Il contribue à la rubrique rédactionnelle Le Télégraphe du même périodique, écrite par Maurice Rosy ou Yvan Delporte et illustrée par les membres du studio de dessin Dupuis dont Eddy Ryssack, Jean-Claude Pasquiez et Michel Matagne de 1965 à 1966. Puis, il illustre les Jeux de Cary Page avec Charles Jadoul en 1966 et 1967.
Il crée alors les personnages de Patate et Tatou, auxquels vient s'ajouter Prof. Ces deux clowns font 245 apparitions entre octobre 1967 et juin 1974.
L'année 1970 est celle du Trioker. Un jeu inspiré du Trioker d'Armand Jammot édité par les Éditions Robert Laffont, animé dans Spirou par L'Émir Corad, un autre pseudonyme de Charles Jadoul. L'année suivante, c'est la nouvelle rubrique Le Coin des cerveaux, avec la collaboration de Jean-Marie Brouyère. En 1972, à la demande de Thierry Martens, rédacteur en chef, il dessine un mini-récit intitulé Le Cirque de Patate et Tatou, sur scénario de Paul Deliège. Avec de dernier, il dessine Bricole Circus dans la rubrique hebdomadaire Le Soir Jeunesse du journal Le Soir en 1969,.
Depuis 1973, Guy Bollen nous invite à Schtroumpfer avec nous !, des jeux avec les personnages des Schtroumpfs (28 apparitions entre 1975 et 1976).
En mars 1975 apparaît une nouvelle rubrique intitulée Qui veut jouer au blabladoigt ? crée par Roba, la rubrique est ensuite réalisée par Guy Bollen puis par Carlos Roque.
Parallèlement à son travail dans Spirou, il collabore avec Raoul Cauvin et Yvan Delporte à Bill, la série dérivée de Boule et Bill de Roba pour quatre petits livres narratifs publiés par les éditions Dupuis de 1976 à 1977. Il réalise encore avec le même auteur des jeux pour la revue Belle des Champs. Avec Peyo il réalise également des albums à colorier des Schtroumpfs. Dans la revue néerlandaise Eppo, il collabore aussi avec Berck, sans parler des travaux publicitaires pour les publications du groupe Dupuis.
Sa dernière contribution au Journal Spirou est celle du fac-similé du numéro 1 de Spirou publié dans le no 2097 de 1978 pour lequel il redessine les deux planches de La Naissance de Spirou / Spirou n'aime pas l'eau (ép. 1) de Rob-Vel et ce pour des raisons techniques,.
Puis, il se fait antiquaire au Sablon à Bruxelles où il vit.
André Franquin, Peyo et Roba le surnommèrent le « Thierry Le Luron de la bande dessinée belge » de par sa capacité à imiter les styles de dessin des autres. Son dessin humoristique tout en rondeur le rattache au mouvement de l'École de Marcinelle.

## Publications

### Mini-récit
- Le Cirque de Patate et Tatou, scénario : Paul Deliège, dessin : Guy Bollen, no 541, 1972[7].

### Bill
- 1. Bill et ses amis, Dupuis, Marcinelle, 1976
Scénario : Yvan Delporte, Raoul Cauvin - Dessin : Jean Roba - Couleurs : quadrichromie -  (ISBN 2-8001-0540-2),Collaboration graphique de Guy Bollen[18].
- 2. Bill dans la neige, Dupuis, Marcinelle, 1976
Scénario : Yvan Delporte, Raoul Cauvin - Dessin : Jean Roba - Couleurs : quadrichromie -  (ISBN 2-8001-0541-0),Collaboration graphique de Guy Bollen[19].
- 3. Bill à la montagne, Dupuis, Marcinelle, 3e trimestre 1977
Scénario : Yvan Delporte, Raoul Cauvin - Dessin : Jean Roba - Couleurs : quadrichromie -  (ISBN 2-8001-0562-3),Collaboration graphique de Guy Bollen[20].
- 4. Bill à la mer, Dupuis, Marcinelle, 3e trimestre 1977
Scénario : Yvan Delporte, Raoul Cauvin - Dessin : Jean Roba - Couleurs : quadrichromie -  (ISBN 2-8001-0563-1),Collaboration graphique de Guy Bollen[21].

#### Livres
: document utilisé comme source pour la rédaction de cet article.
- Jacques Fiérain, « Bollen, Guy », dans La BD à Bruxelles et en Brabant, Charleroi, Éd. l'Âge d'or, avril 2003, 144 p., ill. ; 31 cm (ISBN 9782960119664 et 2960119665, OCLC 470388171, présentation en ligne), p. 13. ,Tirage à 1 000 exemplaires. Illustration de la couverture : Al Séverin.